# 부산면
부산면(夫山面)은 대한민국 전라남도 장흥군의 면이다.

## 역사
- 1914년 4월 1일 부산면(夫山面), 용계면(龍溪面)을 부산면으로 합면하였다.[1] (9리)

| 조선총독부령 제111호 |                                                      |
| 구 행정구역          | 신 행정구역                                          |
| 장흥군 용계면        | 장흥군 부산면 호계리, 기동리, 금자리, 용반리, 지천리 |
| 장흥군 부산면        | 장흥군 부산면 부춘리, 구룡리, 내안리, 유량리         |

## 행정 구역
- 내안리(內安里)
- 구룡리(九龍里)
- 유량리(有良里)
- 지천리(枝川里)
- 용반리(龍盤里)
- 금자리(金子里)
- 호계리(虎溪里)
- 기동리(基洞里)
- 부춘리(富春里)

## 교육
- 부산초등학교 (구룡리)